# Божинович, Давор
 Давор Божинович  (хорв. Davor Božinović; 27 декабря 1961, Пула, СР Хорватия) — хорватский политик, дипломат, чиновник, бывший министр обороны Республики Хорватии, министр внутренних дел Хорватии с 9 июня 2017 года.

## Биография
Окончил факультет политических наук Загребского университета, там получил степень бакалавра, магистра и доктора наук.
В 1987 году становится советником Республиканского секретариата народной обороны Хорватии.
В 1990 году был назначен председателем Призывной комиссии при Министерстве обороны.
С 1994 года — старший советник Департамента консульских дел Министерства иностранных дел Хорватии. В 1994—1996 годах работает советником посольства Хорватии в Софии (Болгария). В 1997—1999 годах — советник посольства Хорватии в Сараево (Босния).
1997—1999 годах — заместитель начальника и начальник отдела соседних стран в Министерстве иностранных дел в ранге министра-советника; 1999 году — помощник министра иностранных дел в ранге посла.
2000 год — координатор связей с СРЮ Министерства иностранных дел в ранге посла.
2001 год — временный поверенный в делах Посольства Республики Хорватии в Белграде.
2002 год — посол Хорватии в Сербии и Черногории.
2004 год — глава Канцелярии Президента Хорватии.
2005 год — посол Хорватии в качестве главы представительства Хорватии в НАТО.
В сентябре 2008 года назначается государственным секретарём по вопросам европейской интеграции.
В июле 2009 года был назначен государственным секретарём по политическим вопросам.
В марте 2010 года был назначен специальным посланником премьер-министра Хорватии для Юго-Восточной Европы. С декабря 2010 года по декабрь 2011 года — министр обороны.
С 9 июня 2017 года — министр внутренних дел Хорватии.
Автор книги «Взаимный переход НАТО — ЕС — Юго-Восточная Европа» (2010 г.) и соавтор книги «НАТО — евро-атлантическая интеграция» (2008 г.)
Преподаёт на факультете политических наук Загребского университета, в Дипломатической академии МИД и Военном колледже им. Иосифа Елачича.
Женат, имеет двоих детей. Владеет английским и болгарским языками.